# Planète magique
Planète magique était un centre de divertissement installé à Paris au théâtre de la Gaîté-Lyrique de 1989 à 1991. Il n'est resté ouvert que quelques mois à cause de graves problèmes de conception, dont sa capacité horaire insuffisante. Il est aujourd'hui fermé et détruit. À sa place, se tient un centre consacré aux arts numériques et aux musiques actuelles depuis 2011.

## Projet et construction
En 1983, Jean Chalopin (réalisateur de dessins animés) et Simon Nora propose à la Mairie de Paris de réaliser un parc couvert pour la jeunesse à l'image des parcs existants à Los Angeles. Il est secondé par Bernard Deyriès, nommé directeur artistique.
Le projet prévoit d'aborder les thèmes emblématiques du divertissement (bandes dessinées…), de la mythologie (Atlantide…), de l'aventure (Star Wars, l'Arche perdue…), de la science (NASA…). Il a l'intention d'inclure les réalisations de Jean Chalopin et de sa société DIC, telles Ulysse 31, Les Mystérieuses Cités d'or, Inspecteur Gadget, Les Minipouss, Les Entrechats. Il est prévu d'utiliser les techniques de pointe comme les écrans tactiles, la photographie numérique, lunettes polarisantes, l'électronique ou l'informatique dernier cri.
Il propose d'occuper les 1 100 m² du théâtre de la Gaîté-Lyrique, abandonné depuis 1977, mal en point et ayant besoin de travaux (voire de démolition), classé depuis 1984 à l'inventaire des monuments historiques. La mairie accorde le permis de construire. Lors d'une conférence de presse du 18 septembre 1986, Jacques Chirac, maire de Paris, donne son accord au projet après de très nombreuses démarches administratives. Les SA Planète Magique et S.E.G.L. (société d'exploitation de la Gaîté-Lyrique) sont alors fondées. Jean Chalopin, Jacques Rigaud, Bernard Deyriès, Jacques Peskine et Joseph Wattelier les composent.

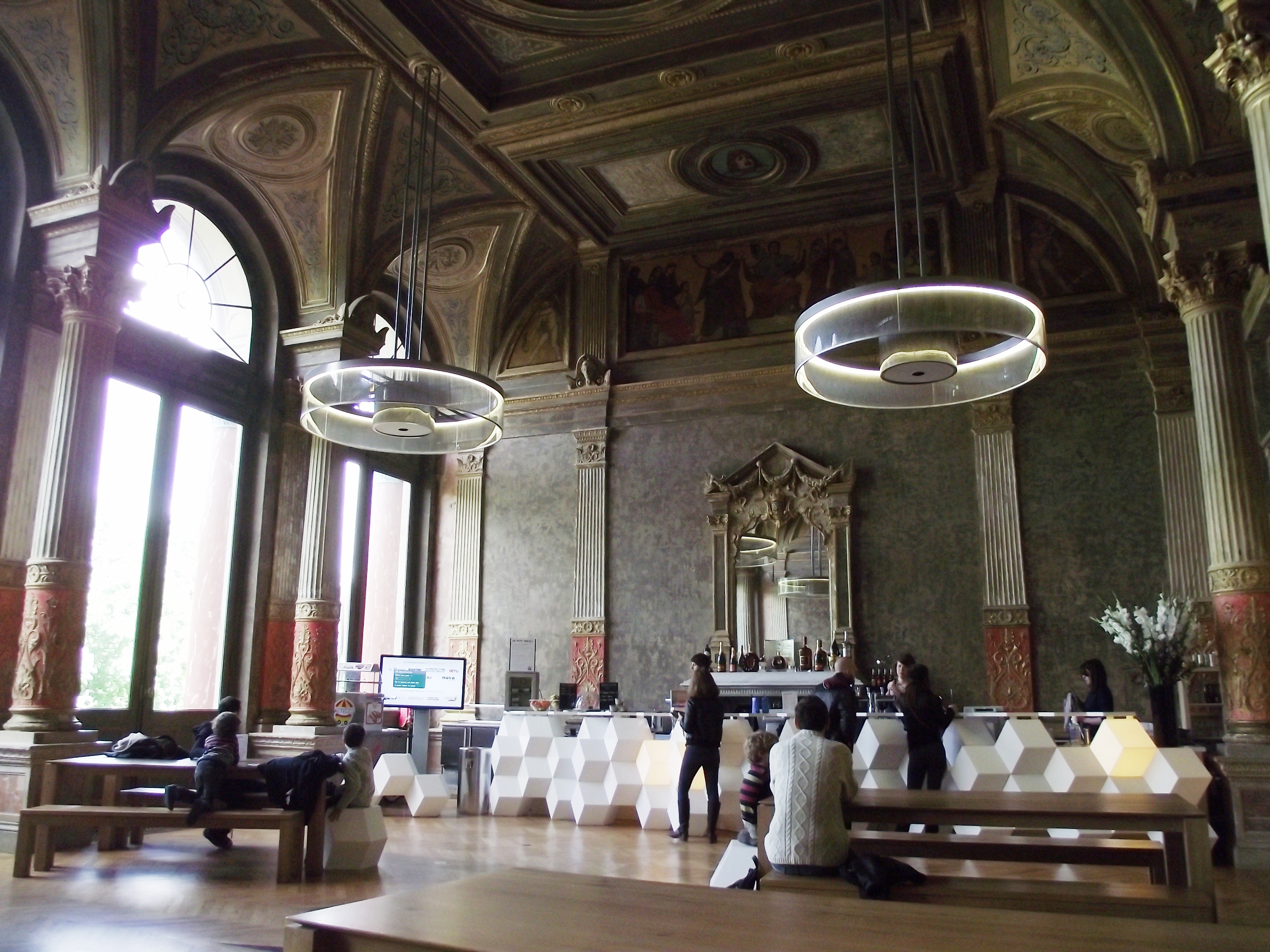
Le foyer de l'Impératrice Eugénie

Le budget s'élève à 280 millions de francs français (42,7 millions d'euros). La Mairie de Paris se porte caution d'un emprunt à hauteur de 100 millions de francs (15,2 millions d'euros) et concède le théâtre de la Gaîté-Lyrique pour 50 ans. Les actionnaires du parc sont le Crédit national, la Banque Bruxelles Lambert, la Compagnie Luxembourgeoise de Télévision, Paribas, l’Union des assurances de Paris (UAP), Jean Chalopin, etc. Planète magique nécessite quatre années de travail. Les travaux de construction sur les neuf niveaux du bâtiment commencent en 1987. La façade, le foyer de l'Impératrice Eugénie et le hall d'entrée sont rénovés, mais la salle à l'italienne est détruite et remplacée par une spirale en béton. 
Jean Chalopin revend en 1987 ses parts de DIC et n’a donc plus les droits sur les séries. Les transpositions des dessins animés aux attractions ne sont plus réalisables. L'exemple des cités d'or est révélateur : l'attraction ne présente plus le thème du dessin animé mais plus globalement l'empire Inca. Une exception est faite pour l'espace Inspecteur Gadget et des Entrechats. De plus, le visiteur attentif peut observer différentes licences DIC sur un tableau. Beaucoup d’attractions conçues doivent être modifiées ou ne sont pas réalisées.

## Exploitation et fermeture
Le parc est ouvert hâtivement au public le 19 décembre 1989. Inachevé, il déçoit, et ferme 12 jours plus tard après avoir reçu 30 000 visiteurs. Ses 90 employés sont au chômage technique et 80 entreprises sont impayées. Les estimations budgétaires se révèlent en dessous de la réalité : le budget frôle les 400 millions de francs français (61 millions d'euros) en décembre 1989. La dette de la S.E.G.L. atteint presque les 100 millions de francs (15,2 millions d'euros). 
Pour ne pas perdre davantage en termes financiers, sociaux ou d'image, la Ville de Paris donne son accord pour un plan de relance du site. Il ne rouvre que le 8 décembre 1990 sous l'égide d'un nouvel actionnaire : le groupe Nord-France. Celui-ci est disposé à financer les 80 millions de francs français de travaux impayés (12 millions d'euros). La Mairie de Paris se porte encore une fois caution à hauteur de 65 millions de francs (10 millions d'euros). Le site se voit doté d'aménagements pour sonorisation accessibles aux professionnels, d'extensions de surface de boutiques, d'augmentation de la capacité de restauration, d'élargissement des heures d’ouverture, d'un forum pour des conférences, d'émissions radiophoniques quotidiennes, etc.
Sans plus de succès, Planète magique dépose le bilan le 3 mai 1991 avant de fermer définitivement en juin 1991,,,. En effet, le parc sature en période d'affluence, le nombre de visiteurs ne dépasse pas la dizaine les jours de semaine, et les pannes d'attractions sont récurrentes. Récentes et fragiles, les techniques de pointe employées sont faillibles. De plus, les recettes ne permettent même pas d'assurer le salaire des employés. Les derniers salaires sont d'ailleurs payés par le liquidateur.
La faiblesse de la communication a également handicapé l'essor du parc. La presse, agissant de parti pris, fustigea le centre de divertissement,,,. Le parc a souffert de problèmes techniques, ergonomiques, financiers, de sécurité et de conception.

### Équipements
Le parcours est un circuit en spirale autour d'une grande cour intérieure, avec de nombreuses salles attenantes. La navette et l'apesentaria évoluent dans cette cour.
Plusieurs espaces sont réservés aux machines d'arcade de jeux vidéo. Des bornes sont aussi disposées le long du parcours. Le visiteur peut jouer entre autres à Galaxy Force II version Super Deluxe, Out Run ou encore Operation Wolf. 
Quatre restaurants et deux magasins complètent l'offre. 

#### Attractions et animations
- eldorado : niveau 7 – jeux vidéo.
- les cités d'or : niveau 7 – jeu interactif d'énigmes menant jusqu'à la salle du trésor des Incas apparenté au thème Les Mystérieuses Cités d'or.
- ouragan : niveau 6 – illusion d'un ouragan avec perte de repère spatial, vibration du siège, à la manière d'une mad house.
- talisman : niveau 6 – jeu laser interactif avec un thème moyenâgeux au milieu d'automates, d'effets d’animation, etc.
- jackpot : niveau 5 – bandit manchot sur écran interactif.
- Aladin : niveau 4 – petit walkthrough sur les 1001 nuits.
- Nintendo : niveau 4 – jeux vidéo. niveau -1 – jeux vidéo sur NES. Le sponsor est Nintendo.
- planète roll : niveau 4 – voitures de course télécommandées.
- théâtre : niveau 4 – salle de spectacle de 350 places.
- la machine à voyager dans le temps : niveau 3 – ascenseur rotatif menant dans différentes salles consacrées à l'Égypte, à la Grèce antique, à Léonard de Vinci, etc. Un défi interactif attend le public dans la salle.
- la maison de Barbie : niveau 3 – l'univers de la poupée au travers d'écrans interactifs. Le sponsor est Mattel.
- triangle des Bermudes : niveau 3 – salle de jeux d'arcade.
- vecteur beauté : niveau 3 – simulations de maquillages sur écrans en utilisant la photo numérique. Le sponsor est Yves Rocher.
- apesentaria : niveau 2 – un rail suit un circuit fermé, le long d'une paroi presque verticale. Des sièges, imitant ceux des spationautes, y sont suspendus. Un certain nombre de commandes sont mises à disposition, permettant aux clients de répondre aux différentes questions, de participer aux jeux interactifs ou d'effectuer des rotations avec le siège, dont la plus impressionnante est celle autour de l'axe horizontal, permettant au siège de se trouver à presque 45° de la verticale vers l'avant. L'usager se retrouve penché en avant, seulement retenu par la ceinture au-dessus d'un vide correspondant à la hauteur de plusieurs étages.
- cartoon center : niveau 2 – salle de diffusion de dessins animés.
- le bouquet : niveau 2 – spectacle musical d'automates.
- toboggan : niveau 2 – un toboggan, comme son nom l'indique.
- planète molle : niveau 1 – plaine de jeux intérieure avec piscine à boules, échelle de corde, ateliers ludiques et éducatifs, etc. Le sponsor est Swatch Group (via les montres Flik Flak).
- BD zapp : niveau 0 – photo dans des décors de la bande dessinée belge avec Gaston Lagaffe, Les Tuniques bleues, Yoko Tsuno ou Papyrus. Le sponsor est Dupuis (via Spirou magazine).
- la navette : niveau 0 – nacelle à sensation sur rail permettant de rejoindre le 7e étage (niveau 6) en quelques secondes.
- discothèque : niveau -1 – discothèque pour les plus jeunes. Le sponsor est Coca-Cola.
- planet ciné : niveau -1 – cinéma ou cinéma en relief selon programmation, d'une capacité de 100 places.
- studio TV : niveau -1 – studio de télévision.

Ces différentes attractions fonctionnent de façon très aléatoire ; rares sont les visiteurs qui réussissent à tout essayer.

#### Carte gadget
Le ticket d’entrée est une carte magnétique rechargeable permettant de gérer son budget, de payer les attractions de son choix et de personnaliser son accès.

## L'après fermeture

### Nuit blanche
En 2001, sous l'impulsion de Bertrand Delanoë, la Ville de Paris prend la décision d'y créer un centre culturel consacré aux arts numériques et aux musiques actuelles. Dans la nuit du 5 octobre 2002, au cours de la Nuit blanche inaugurale, la Gaîté-Lyrique ouvre à nouveau ses portes. Cette « visite de chantier » gratuite, d'une durée d'une heure, permet au public, par groupe de 15 personnes, de redécouvrir le site abandonné. Pour l'édition Nuit blanche d'octobre 2003, le théâtre accueille un géant de 25 mètres de haut grâce à une installation vidéo, œuvre de Samuel Rousseau.

### Visite aux petits groupes
À la suite du grand succès de la « visite de chantier » de la Nuit blanche de 2002, le théâtre de la Gaîté ouvre épisodiquement pour des visites exceptionnelles et privées pour des groupes restreints. Ces animations sont organisées par une équipe menée par Pierre Bongiovanni d'octobre 2002 à avril 2004. L'association Parcs Passion est parmi les derniers privilégiés lors de deux visites organisées en janvier et mars 2004, peu de temps avant sa destruction.

### Destruction
À la suite de la fermeture du parc, les bornes d'arcade et le matériel facilement récupérable sont évacués.
Le site est laissé à l'abandon jusqu'en 2001-2002 et un projet artistique autour des arts numériques alors nommé « open source » est ensuite lancé. Une petite équipe de volontaires désosse alors le reste des installations dans des conditions un peu floues. Puis les professionnels de la construction prennent le relais en 2004. Les travaux pour un nouveau centre consacré aux arts numériques et aux musiques actuelles débutent en août 2007.